# Super Crazy
Francisco Islas Rueda (Tulancingo, 3 december 1973), beter bekend als Super Crazy, is een Mexicaans professioneel worstelaar of luchador (Spaans: gemaskerd worstelaar) die vooral bekend is van zijn tijd bij Extreme Championship Wrestling, van 1998 tot 2000, en World Wrestling Entertainment, van 2005 tot 2008.

## In het worstelen
- Finishers
  - Crazy Bomb
  - Trifecta

- Signature moves
  - Brainbuster
  - Corkscrew plancha
  - Inverted surfboard
  - Mexican Facebuster
  - Rope run tornado DDT
  - Spinning heel kick
  - Tilt-a-whirl backbreaker

- Bijnamen
  - "The Extreme Luchadore" (ECW)
  - "The Insane Luchadore" (WWE)

- Opkomstnummers
  - "Roadhouse blues" van The Doors (ECW)
  - "Blue Roads" van Johnny Vicious (ECW)
  - "El Guerrero Nomad" van Harry Slash & The Slashtones (ECW / WWE)
  - "Muy Loco" van Jim Johnston (WWE)

## Prestaties
- All Japan Pro Wrestling
  - AJPW Junior Tag League (2010) – met BUSHI

- Extreme Championship Wrestling
  - ECW World Television Championship (1 keer)

- Catch Wrestling Association
  - CWA World Junior Heavyweight Championship (1 keer)

- Caution Wrestling Federation
  - CWF Continental Title (1 keer)

- Global Les Catch
  - GLC Extreme Championship (1 keer)

- International Wrestling Association
  - IWA Hardcore Championship (9 keers)
  - IWA Intercontinental Heavyweight Championship (2 keer)
  - IWA World Junior Heavyweight Championship (3 keer)

- International Wrestling League
  - IWL International Tag Team Championship (1 keer: met Scorpio Jr.)

- NWA: Extreme Canadian Championship Wrestling
  - NWA Canadian Junior Heavyweight Championship (1 keer)

- International Wrestling Revolution Group
  - Guerra de Empresas (januari 2011) - met X-Fly

- Pro Wrestling Noah
  - GHC Junior Heavyweight Tag Team Championship (1 keer: met Ricky Marvin)

- Pro Wrestling ZERO-ONE
  - ZERO-ONE/UPW/WORLD-1 International Junior Heavyweight Championship (1 keer)

- Ring of Honor
  - IWA Intercontinental Heavyweight Championship (1 keer)

- Súper X Grand Prix Championship Wrestling
  - NWE World Cruiserweight Championship (1 keer)

- Universal Wrestling Association
  - UWA World Junior Heavyweight Championship (1 keer)
  - UWA World Welterweight Championship (2 keer)

- Universal Wrestling Entertainment
  - UWE Tag Team Championship (1 keer: met Ricky Marvin)

- Xplosión Nacional de Lucha
  - XNL Championship (1 keer)

- Xtreme Latin American Wrestling
  - X–LAW Junior Heavyweight Championship (2 keer)

- Xtreme Mexican Wrestling
  - XMW Championship (1 keer)